# Nesocambala fijiana
Nesocambala fijiana är en mångfotingart som beskrevs av Chamberlin 1920. Nesocambala fijiana ingår i släktet Nesocambala och familjen Glyphiulidae. Inga underarter finns listade i Catalogue of Life.